# کشته‌شدگان انقلاب ۱۳۵۷
کشته‌شدگان انقلاب ۱۳۵۷ افرادی هستند که در جریان انقلاب ۱۳۵۷ در ایران یا اتفاقات پس از آن، جان خود را از دست داده‌اند. نقض حقوق بشر توسط حکومت شاه و برخی از رخدادها مانند تلفات آتش‌سوزی سینما رکس آبادان و کشتار مردم در تظاهرات ۱۷ شهریور توسط ارتش به گردن نیروهای شاه افتاد و در سقوط پهلوی نقش داشت. ناظران در مورد تعداد جان باختگان اختلاف نظر دارند. بنا به آمار رسمی ارائه‌شده توسط رهبر حکومت اسلامی روح‌الله خمینی، حدود ۶۰٬۰۰۰ نفر از انقلابیون توسط نیروهای محمدرضاشاه پهلوی کشته شده‌اند. مورخ نظامی اسپنسر تاکر با اشاره به این رقم اشاره می‌کند که «رژیم خمینی تعداد کشته‌های انقلاب را برای اهداف پروپاگاندا به شدت اغراق کرده است». تاکر توضیح می‌دهد که اجماع مورخان در مورد تلفات تخمینی در طول انقلاب ایران (از ژانویهٔ ۱۹۷۸ تا فوریهٔ ۱۹۷۹) بین ۵۳۲ تا ۲٫۷۸۱ نفر است. چارلز کورزمن، جامعه‌شناس، با تکیه بر سوابق دقیق‌تر بعدی جمهوری اسلامی، معتقد است که این تعداد نزدیک به ۲٫۰۰۰ تا ۳٫۰۰۰ نفر بوده است. عمادالدین باقی می‌گوید تعداد کشته‌شدگان ۳٫۱۶۴ نفر از ۱۳۴۱ تا ۱۳۵۷ بوده است.
در مورد طبقه اجتماعی کشته‌شدگان نیز دیدگاه‌های متفاوتی وجود دارد. به صورت عمومی حاشیه‌نشینان و تهی‌دستان را از طبقه‌های فعال در انقلاب و کشته‌شدگان ذکر می‌کنند. آصف بیات جامعه‌شناس در حوزه کارگران و انقلاب در ایران، در مقابل با مطالعه گزارش‌های روزنامه‌های عمده کشور، ترکیب شرکت‌کنندگان در تظاهرات روزانه، اعتصاب‌ها و ناآرامی‌ها مشخص می‌کند و نشان می‌دهد که به‌سختی اثری از حاشیه‌نشینان در این اعتراض‌ها دیده می‌شود. بیات با رجوع به آمارها و پژوهش‌های مربوط به کشته‌شدگان درگیری‌های خیابانی سال‌های ۵۶ و ۵۷ ذکر می‌کند که فقط یک درصد این کشته‌شدگان از میان آلونک‌نشینان هستند و بالاترین آمار کشته متعلق به دانشجویان، صنعتگران و مغازه‌داران است. او بر این نظر است که تهی‌دستان و حاشیه‌نشینان از فرایند مبارزات انقلابی دور بوده‌اند.
شمار معترضان و زندانیان سیاسی که پس از سقوط شاه توسط جمهوری اسلامی به دلیل تحکیم قدرت کشته شدند از سوی گروه‌های حقوق بشر چند هزار نفر تخمین زده می‌شود. بر اساس برآورد تاکر، در فاصله سال‌های ۱۹۸۰ تا ۱۹۸۵، بین ۲۵٫۰۰۰ تا ۴۰٫۰۰۰ ایرانی دستگیر، ۱۵٫۰۰۰ ایرانی محاکمه و ۸٫۰۰۰ تا ۹٫۵۰۰ ایرانی اعدام شدند.

## کشته‌شدگان توسط نظام شاهنشاهی

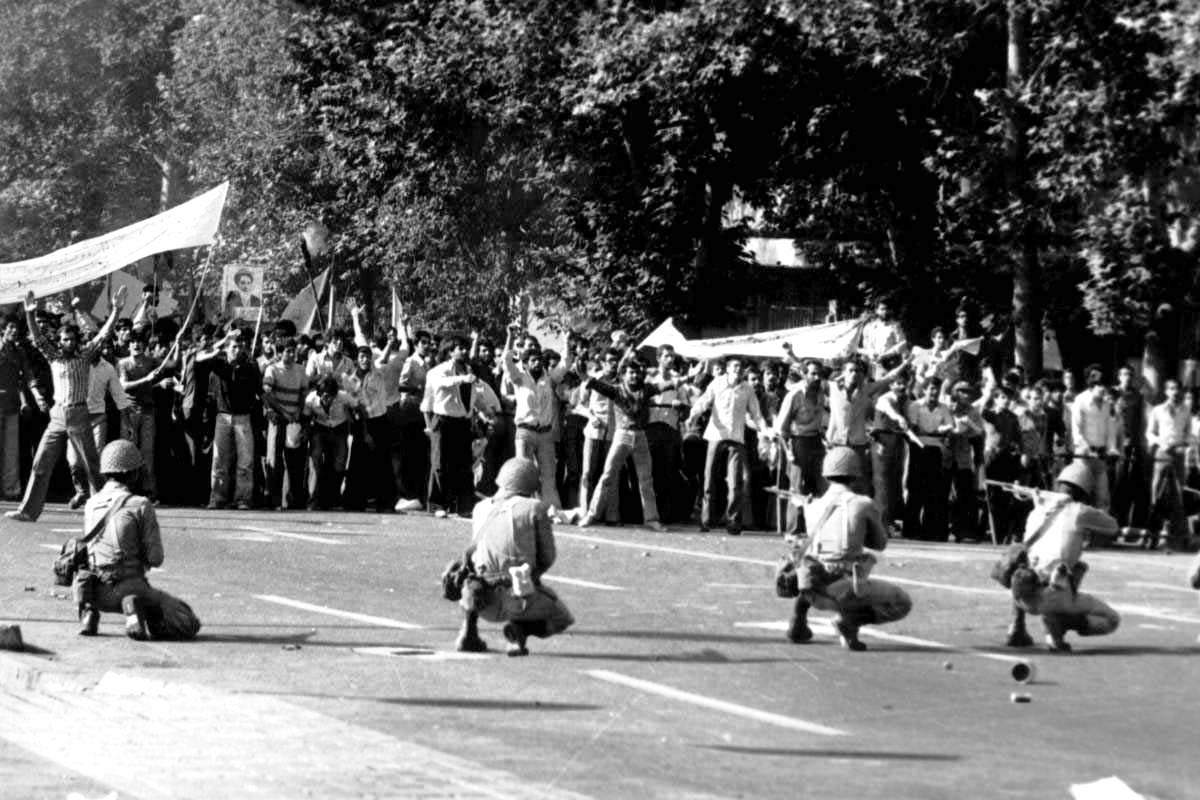
درگیری خیابانی مخالفان و هواداران محمدرضا شاه در تهران

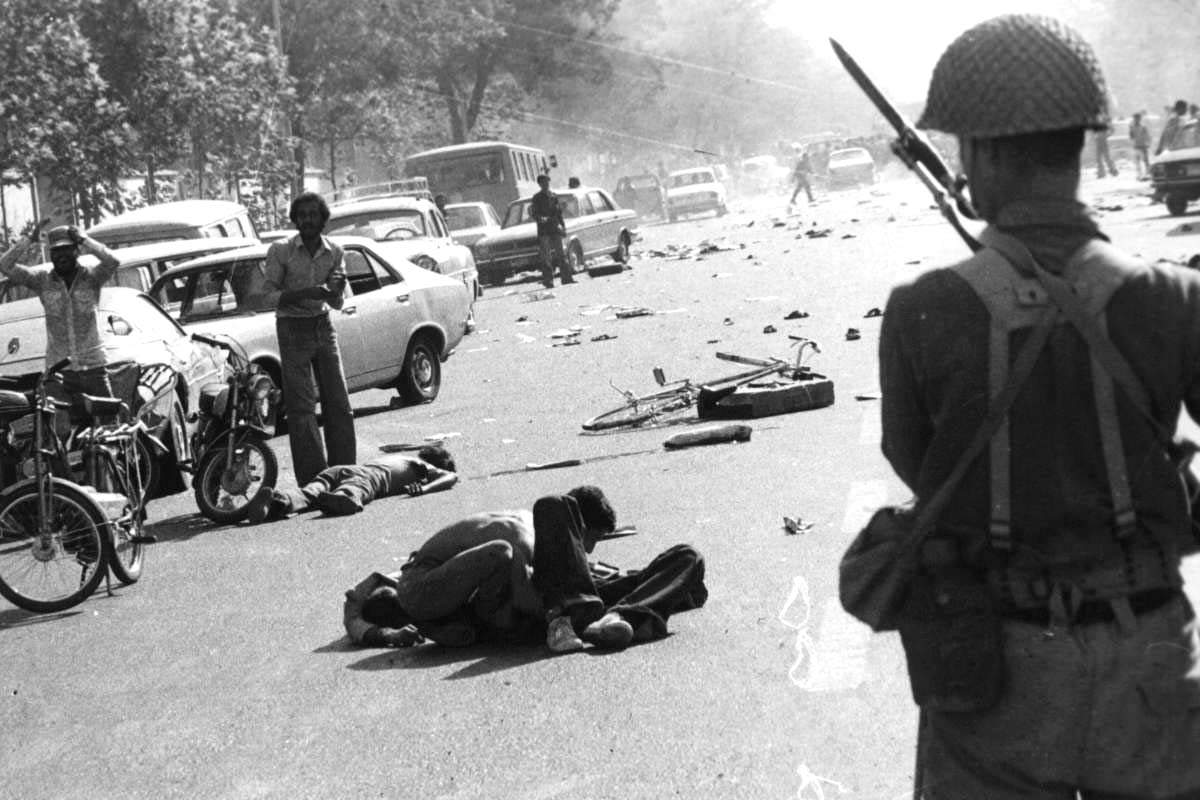
کشته شدن تظاهر کنندگان توسط نیروهای پهلوی

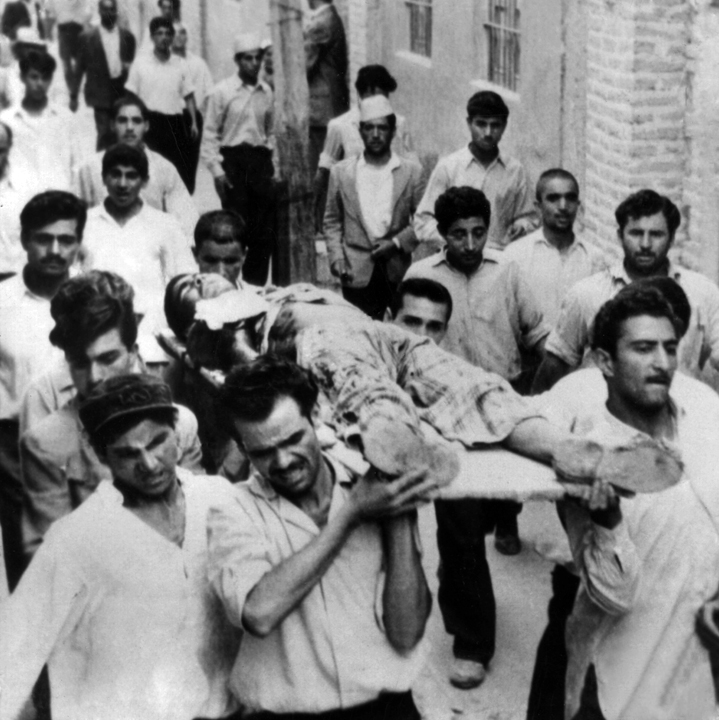
تصویری از انقلابیون در تظاهرات ۱۵ خرداد ۱۳۴۲

سید روح‌الله خمینی عنوان داشت که «۶۰٬۰۰۰ مرد، زن و کودک توسط رژیم شاه به شهادت رسیده‌اند.» از این عدد در قانون اساسی جمهوری اسلامی نیز یاد شده است.
با این حال، با استناد به تحقیقات اخیر عمادالدین باقی در بنیاد شهید، در بین سال‌های ۱۳۴۱ تا ۱۳۵۷ خورشیدی، ۳۱۶۴ نفر از مخالفان شاه در جریان اعتراضات کشته شدند. در بنیاد شهید که پس از انقلاب ۱۳۵۷ و برای حمایت از خانواده‌های کشته‌شدگان تأسیس شد، تنها نام ۷۴۴ نفر از کسانی در تهران، جایی که اکثریت کشته‌شدگان جان خود را از دست داده‌اند، ثبت شده است. همچنین در بهشت زهرای تهران تنها ۷۶۸ قبر وجود دارد که متعلق به کشته‌شدگان انقلاب هستند.

### جزئیات
بنا به مجموعه ای که توسط لاله‌های انقلاب، کتابی که توسط یک نهاد دینی پس از انقلاب نوشته شده است، گرد آورده شده است، عمده کشته‌شدگان در روزهای زیر جان خود را از دست داده‌اند:
|                    | زمان                        | تعداد   |
| ------------------ | --------------------------- | ------- |
| قبل از حکومت نظامی | هشت ماه اول سال 1978 میلادی | 35 نفر  |
| قبل از حکومت نظامی | شهریور 1357 شمسی            | 23 نفر  |
| قبل از حکومت نظامی | مهر 1357 شمسی               | 18 نفر  |
| بعد از حکومت نظامی | آبان 1357 شمسی              | 45 نفر  |
| بعد از حکومت نظامی | آذر 1357 شمسی               | 85 نفر  |
| بعد از حکومت نظامی | دی 1357 شمسی                | 137 نفر |
| بعد از حکومت نظامی | بهمن 1357 شمسی              | 179 نفر |

### تظاهرات ۱۹ دی در قم
شاید تظاهرات نهم ژانویه ۱۹۷۸(۱۹ دی ۱۳۵۶) در شهر قم اولین تظاهرات بزرگ انقلاب بود. آمار رسمی کشته‌شدگان دولت ۹ نفر بود. دیپلمات‌های آمریکایی ابتدا به واشینگتن گزارش دادند که ۲۰ تا ۳۰ نفر جان خود را از دست دادند، اما سپس آمار را به ۱۴ نفر تغییر دادند. بلافاصله شایعاتی مبنی بر کشته شدن صدها یا بیشتر منتشر شد و تخمین مخالفان تا ۳۰۰ نفر بود. افکار عمومی در آن زمان همان‌طور که در «یک نظرسنجی کوچک در تهران در هفته بعد» منعکس شد نشان داد که «بیشتر مردم آمار تلفات مخالفان را باور می‌کنند تا دولت». در مقابل، فهرستی که اخیراً توسط مرکز اسناد انقلاب اسلامی، یک «مؤسسه طرفدار انقلاب» تهیه شده است، نشان می‌دهد که پنج نفر در این اعتراض کشته شده‌اند.

### تظاهرات ۲۹ بهمن در تبریز
۴۰ روز بعد، در ۱۸ فوریه ۱۹۷۸ (۲۹ بهمن)، گروه‌هایی در تعدادی از شهرها برای احترام به کشته شدگان و اعتراض به حکومت پهلوی شروع به شورش کردند. دولت «نیروها و تانک‌ها را از پایگاه‌های مجاور» آورد. این بار خشونت در شهر تبریز به وقوع پیوست. به گفته مخالفان، ۵۰۰ تظاهرکننده در آنجا کشته شدند، به گفته دولت ده نفر کشته شدند. با این حال، بررسی اخیر [حدود سال ۲۰۰۴] طرفداران انقلاب از این رویداد، به‌طور قطع اعلام کرده است که مجموع کشته‌ها ۱۳ نفر بوده است.

### آتش‌سوزی سینما رکس آبادان
آتش‌سوزی ۱۹ اوت ۱۹۷۸ در یک سالن سینما در آبادان دست کم ۴۲۰ کشته برجای گذاشت. این رویداد زمانی آغاز شد که چهار مرد ساختمان را قبل از آتش زدن با سوخت هواپیما آغشته کردند.
خمینی بی‌درنگ محمدرضا شاه و ساواک را مقصر آتش زدن دانست و، به دلیل فضای فراگیر انقلابی، مردم نیز علیرغم اصرار دولت مبنی بر عدم دخالت آنها، شاه را مقصر آتش‌سوزی دانستند. ده‌ها هزار نفر با فریاد «شاه را بسوزان» و "شاه مقصر است!" به خیابان‌ها ریختند.
به گفته روی متحده، نویسنده کتاب ردای پیامبر، «هزاران ایرانی که احساس بی‌طرفی می‌کردند و تاکنون فکر می‌کردند که مبارزه فقط بین شاه و حامیان آخوندهای محافظه کار مذهبی است، احساس می‌کردند که دولت ممکن است برای نجات خود جان آن‌ها را بگیرد، و ناگهان برای صدها هزار نفر، این جنبش به عنوان پیشه و شغل به حساب آمد.»
پس از انقلاب، بسیاری ادعا کردند که جنگجویان اسلامگرا آتش را به راه انداخته‌اند. پس از اینکه حکومت جمهوری اسلامی یک افسر پلیس را به خاطر این اقدام اعدام کرد، مردی که ادعا می‌کرد تنها آتش‌نشان زنده مانده است، مدعی شد که او مسئول آتش‌سوزی بوده است. دولت جدید پس از استعفای اجباری قضات رئیس دادگاه در تلاش برای ممانعت از تحقیقات، سرانجام حسین تکبعلی‌زاده را به دلیل «آتش زدن سینما به دستور شاه» اعدام کرد، علیرغم اینکه اصرار داشت که این کار را به میل خود به عنوان فداکاری نهایی انجام داده است.

### «جمعه سیاه» ۱۷ شهریور

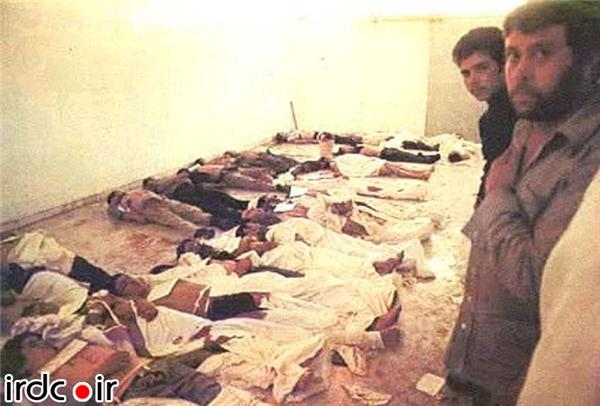
کشته شدن معترضان در جمعه سیاه

درگیری بین دولت و معترضان که گفته می‌شود خشم نیروهای ضد محمدرضا شاه را برانگیخت و «هر گونه امید به سازش» را از بین برد، در ۸ سپتامبر ۱۹۷۸ (۱۷ شهریور) در تهران رخ داد. محمدرضا شاه حکومت نظامی اعلام کرد و همه تظاهرات را ممنوع کرد، اما هزاران معترض در تهران تجمع کردند. نیروهای امنیتی مخالفان را تا حدودی سرکوب کردند.
رهبری روحانی اعلام کرد که «هزاران نفر توسط نظامیان صهیونیست قتل‌عام شدند»، تلفات در جمعه سیاه، از کمتر از ۱۰۰ تا هزاران تخمین زده شد. بنیاد شهید پس از انقلاب ۱۳۵۷ تنها ۷۹ کشته را شناسایی کرد.
محمد باهری که در آن هنگام عهده‌دار سمت وزارت دادگستری بود می‌گوید: بنابر گزارش سازمان پزشکی قانونی و سازمان بهشت زهرا مجموع کشته‌شدگان روز هفدهم شهریور و زخمی‌هایی که تا روز بیست و ششم شهریور درگذشتند ۱۲۶نفر بوده است.
بر اساس آمار عمادالدین باقی و تحقیقاتش در بنیاد شهید، روز ۱۷ شهریور ۶۴ نفر در درگیری‌های میدان ژاله کشته شدند. در بین تظاهر کنندگان نیروهای چریکی مسلح به سمت ارتش تیراندازی می‌کردند. در حالی که اخبار رسانه‌های غربی، از جمله میشل فوکو در گزارش خود و مخالفان حکومت، در آن فضای شایعات، سخن از ۴۰۰۰ نفر کشته می‌زدند، اما بررسی‌های بعد از انقلاب تعداد کشته‌ها را ۸۷ تا ۱۲۰ نفر در تهران تخمین می‌زند. همچنین علی محمد بشارتی در کتاب خود به آمار نزدیک به دوهزار نفر کشته در میدان ژاله اشاره می‌کند.

## کشته‌شدگان توسط اسلام‌گرایان
پس از سقوط شاه در ۲۲ بهمن ۱۳۵۷، رهبر انقلاب دستور به شروع به اعدام اعضای رژیم سابق از جمله امرای ارتش داد. رژیم اسلامی برای این مسئله در تمام استان‌ها «کمیته‌هایی» را ایجاد کرد. مهدوی کنی رئیس کل کمیته‌های انقلاب اسلامی بود.
در بهمن ۵۷، دادگاه انقلابی تهران چهار نفر از ژنرال‌های شاه را به اعدام محکوم کرد که این نخستین تلفات بود. این چهار ژنرال منوچهر خسروداد، نعمت‌الله نصیری، رضا ناجی و مهدی رحیمی بودند که هر چهار نفرشان با جوخه آتش بر روی پشت بام محل اقامت خمینی کشته شدند.
در فروردین ۱۳۵۸، امیرعباس هویدا نخست‌وزیر مخلوع ایران اعدام شد. دو روز بعد، ده نفر از ژنرال‌های ارشد ارتش شاهنشاهی در تهران اعدام شدند. امیرحسین ربیعی فرمانده نیرو هوایی یکی از کشته‌شدگان بود. دو روز پس از آن، وزیر امور خارجه پیشین، عباسعلی خلعتبری و ۱۰ نفر دیگر از مقامات سیاسی اعدام شدند. حدود یک ماه بعد، ۲۱ نفر از سیاستمداران سابق، از جمله سه سیاست مدار بلندپایه یعنی جواد سعید سخنگوی مجلس، غلامرضا کیانپور وزیر اطلاعات و محمدرضا آملی تهرانی وزیر آموزش، توسط اسلام گرایان کشته شدند. روز پس از آن، هشت نفر دیگر، از جمله حبیب اِلقانیان و وزیر اطلاعات سابق، عبدالحسن سعادتمند اعدام گردیدند که تعداد مقامات برجسته رژیم پهلوی که از بهمن ۵۷ کشته شده بودند را به ۱۱۹ نفر رساند.
رژیم مدعی است که دلیل تعداد بالای کشته‌شدگان در دادگاه‌های انقلاب، نفوذ مجاهدین خلق در این دادگاه‌ها بوده است. احسان نراقی هم گفته است که اگر به خاطر مجاهدین خلق نبود، تعداد اعدام شدگان تا این اندازه زیاد نمی‌شد.
در تیر ۵۸، پنج نفر دیگر در خوزستان اعدام شدند که تعداد اعدام شدگان توسط اسلامگراها را به ۳۶۳ نفر رساند. تا پایان سال تعداد اعدام شدگان حداقل به ۵۸۲ نفر رسیده بود. بسیاری از این انتقاد کرده‌اند که دادگاه‌های اسلامی بسیار کوتاه انجام می‌شده است و به متهمان اجازه دفاع از خودشان را نمی‌داده است. از آنجایی که دادگاه‌ها بر اساس شرع اسلام برگزار می‌شده‌اند، هیئت ژوری تشکیل نمی‌شده و حاکم شرع شخصاً حکم را صادر می‌کرده است.
از میان افراد غیرنظامی حکومت شاه، تنها در چند ماه اول انقلاب بیشتر از ۲۰۰ نفر با اتهام تلاش برای کودتا کشته شدند.
کسانی که از ایران خارج شدند هم در امان نبودند. اسلام گرایان شاپور بختیار را در پاریس ترور کردند. او یکی از ۶۳ ایرانی خارج از ایران بود که پس از انقلاب ترور شد.